# Collegio elettorale di Lumezzane (Senato della Repubblica)
Il collegio di Lumezzane fu un collegio elettorale uninominale della Repubblica Italiana per l'elezione del Senato della Repubblica. Apparteneva alla Circoscrizione Lombardia e fu utilizzato per eleggere un senatore nella XII, XIII e XIV legislatura.
Venne istituito nel 1993 con la cosiddetta Legge Mattarella (Legge n. 276, Norme per l'elezione del Senato della Repubblica), attuata in seguito al referendum abrogativo del 1993. La legge istituì per la Camera dei deputati e per il Senato della Repubblica un sistema di elezione misto, in parte maggioritario e in parte proporzionale. Il 75% dei parlamentari dell'assemblea veniva eletto in collegi uninominali tramite sistema maggioritario a turno unico; il restante 25% al Senato veniva eletto tramite recupero proporzionale dei più votati non eletti attraverso un meccanismo di calcolo denominato "scorporo", cioè sottraendo dal conteggio dei voti totali di una lista nella parte proporzionale i voti ottenuti dai candidati collegati alla medesima lista che erano eletti nei collegi uninominali con il sistema maggioritario.
Il collegio venne abolito insieme a tutti gli altri che costituivano il Senato con la promulgazione della legge elettorale successiva, la cosiddetta Legge Calderoli. Questa prevedeva un sistema proporzionale con premio di maggioranza, che al Senato veniva attribuito a livello regionale.

## Territorio
Il collegio di Lumezzane era uno dei 35 collegi uninominali in cui era suddivisa la Lombardia e, come previsto dal D.Lgs. del 20 dicembre 1993 n. 535, era compreso interamente nella provincia di Brescia e comprendeva i seguenti comuni: Agnosine, Anfo, Angolo Terme, Artogne, Bagolino, Barghe, Berzo Demo, Berzo Inferiore, Bienno, Bione, Borno, Bovegno, Braone, Breno, Brione, Caino, Capo di Ponte, Capovalle, Casto, Cedegolo, Cerveno, Ceto, Cevo, Cimbergo, Cividate Camuno, Collio, Concesio, Corteno Golgi, Darfo Boario Terme, Edolo, Esine, Gardone Riviera, Gardone Val Trompia, Gargnano, Gianico, Idro, Incudine, Irma, Lavenone, Limone sul Garda, Lodrino, Losine, Lozio, Lumezzane, Magasa, Malegno, Malonno, Marcheno, Marmentino, Marone, Monno, Monte Isola, Monticelli Brusati, Mura, Niardo, Odolo, Ono San Pietro, Ossimo, Paisco Loveno, Paspardo, Pertica Alta, Pertica Bassa, Pezzaze, Pian Camuno, Piancogno Pisogne, Polaveno, Ponte di Legno, Preseglie, Prestine, Provaglio Val Sabbia, Roè Volciano, Sabbio Chiese, Sale Marasino, Sarezzo, Saviore dell'Adamello, Sellero, Sonico, Sulzano, Tavernole sul Mella, Temù, Tignale, Toscolano-Maderno, Tremosine, Treviso Bresciano, Vallio Terme, Valvestino, Vestone, Vezza d'Oglio, Villa Carcina, Villanuova sul Clisi, Vione, Vobarno e Zone.

## Eletti
| Elezione | Elezione | Senatore              | Partito                 |
| -------- | -------- | --------------------- | ----------------------- |
|          | 1994     | Luciano Garatti       | Polo delle Libertà (FI) |
|          | 1996     | Francesco Tabladini   | Lega Nord               |
|          | 2001     | Guglielmo Castagnetti | Casa delle Libertà (FI) |

## Dati elettorali

### XII legislatura
|                               | Luciano Garatti ✔️ Eletto | Polo delle Libertà           | 65 356  | 41,57 |  |  |  |  |  |
|                               | Aldo Gregorelli ✔️ Eletto | Patto per l'Italia           | 31 637  | 20,12 |  |  |  |  |  |
|                               | Alessandro Pardini        | Progressisti                 | 24 605  | 15,65 |  |  |  |  |  |
|                               | Roberta Morelli           | Lega Alpina Lumbarda         | 9 737   | 6,19  |  |  |  |  |  |
|                               | Vittorio Marniga          | Democratici Popolari         | 9 081   | 5,78  |  |  |  |  |  |
|                               | Grazia Galassi            | Alleanza Nazionale           | 7 094   | 4,51  |  |  |  |  |  |
|                               | Marilena Marcato          | Lega di Angela Bossi         | 3 377   | 2,15  |  |  |  |  |  |
|                               | Tullio Lauro              | Lista Pannella-Riformatori   | 3 360   | 2,14  |  |  |  |  |  |
|                               | Uga Lazzarini             | Partito Pensionati           | 2 281   | 1,45  |  |  |  |  |  |
|                               | Vanna Fusi                | Partito della Legge Naturale | 692     | 0,44  |  |  |  |  |  |
| Totale                        | Totale                    | Totale                       | 157 220 | 100   |  |  |  |  |  |
|                               |                           |                              |         |       |  |  |  |  |  |
| Voti non validi               | Voti non validi           | Voti non validi              | 9 648   | 5,78  |  |  |  |  |  |
| Votanti                       | Votanti                   | Votanti                      | 166 868 | 99,92 |  |  |  |  |  |
| Elettori                      | Elettori                  | Elettori                     | 167 000 |       |  |  |  |  |  |
|                               |                           |                              |         |       |  |  |  |  |  |
| Data: 27-28 marzo 1994        |                           |                              |         |       |  |  |  |  |  |
| Fonte: Ministero dell'interno |                           |                              |         |       |  |  |  |  |  |

### XIII legislatura
|                               | Francesco Tabladini ✔️ Eletto | Lega Nord                                | 59 076  | 37,59 |  |  |  |  |  |
|                               | Aldo Gregorelli               | L'Ulivo                                  | 48 512  | 30,87 |  |  |  |  |  |
|                               | Luigi Domenico Becchetti      | Polo per le Libertà                      | 39 846  | 25,36 |  |  |  |  |  |
|                               | Paolo Pedersoli               | Lega per l'Autonomia - Alleanza Lombarda | 5 121   | 3,26  |  |  |  |  |  |
|                               | Livio Frediani                | Lista Pannella-Sgarbi                    | 1 474   | 0,94  |  |  |  |  |  |
|                               | Giuseppe Codenotti            | Movimento Sociale Fiamma Tricolore       | 1 266   | 0,81  |  |  |  |  |  |
|                               | Alessandro Belli              | Federazione Liste Civiche                | 1 150   | 0,73  |  |  |  |  |  |
|                               | Fabrizio Piacentini           | Socialista                               | 705     | 0,45  |  |  |  |  |  |
| Totale                        | Totale                        | Totale                                   | 157 150 | 100   |  |  |  |  |  |
|                               |                               |                                          |         |       |  |  |  |  |  |
| Voti non validi               | Voti non validi               | Voti non validi                          | 8 393   | 5,07  |  |  |  |  |  |
| Votanti                       | Votanti                       | Votanti                                  | 165 543 | 87,66 |  |  |  |  |  |
| Elettori                      | Elettori                      | Elettori                                 | 188 852 |       |  |  |  |  |  |
|                               |                               |                                          |         |       |  |  |  |  |  |
| Data: 21 aprile 1996          |                               |                                          |         |       |  |  |  |  |  |
| Fonte: Ministero dell'interno |                               |                                          |         |       |  |  |  |  |  |

### XIV legislatura
|                               | Guglielmo Castagnetti ✔️ Eletto | Casa delle Libertà                       | 66 369  | 41,79 |  |  |  |  |  |
|                               | Alessandro Bonomelli            | L'Ulivo                                  | 53 366  | 33,60 |  |  |  |  |  |
|                               | Paolo Pedersoli                 | Lega per l'Autonomia - Alleanza Lombarda | 14 485  | 9,12  |  |  |  |  |  |
|                               | Marino Zappa                    | Partito della Rifondazione Comunista     | 6 436   | 4,05  |  |  |  |  |  |
|                               | Giuseppe Riccardo Zani          | Lista Di Pietro                          | 5 331   | 3,36  |  |  |  |  |  |
|                               | Francesco Filippini             | Democrazia Europea                       | 2 573   | 1,62  |  |  |  |  |  |
|                               | Livio Frediani                  | Lista Pannella-Bonino                    | 2 271   | 1,43  |  |  |  |  |  |
|                               | Gianluigi Lombardi-Cerri        | Va' Pensiero Padania                     | 2 256   | 1,42  |  |  |  |  |  |
|                               | Maria Catto                     | Partito Pensionati                       | 1 666   | 1,05  |  |  |  |  |  |
|                               | Roberto Bianchi                 | I Liberaldemocratici - Basta!            | 1 646   | 1,04  |  |  |  |  |  |
|                               | Cesare Pasotti                  | Fiamma Tricolore                         | 1 581   | 1,00  |  |  |  |  |  |
|                               | Roberto Rella                   | Forza Nuova                              | 458     | 0,29  |  |  |  |  |  |
|                               | Pietro Raineri                  | Partito Liberal-Popolare                 | 390     | 0,25  |  |  |  |  |  |
| Totale                        | Totale                          | Totale                                   | 158 828 | 100   |  |  |  |  |  |
|                               |                                 |                                          |         |       |  |  |  |  |  |
| Voti non validi               | Voti non validi                 | Voti non validi                          | 10 350  | 6,12  |  |  |  |  |  |
| Votanti                       | Votanti                         | Votanti                                  | 169 178 | 85,91 |  |  |  |  |  |
| Elettori                      | Elettori                        | Elettori                                 | 196 932 |       |  |  |  |  |  |
|                               |                                 |                                          |         |       |  |  |  |  |  |
| Data: 13 maggio 2001          |                                 |                                          |         |       |  |  |  |  |  |
| Fonte: Ministero dell'interno |                                 |                                          |         |       |  |  |  |  |  |